# Szemerédi Norbert
Szemerédi Norbert (Szekszárd, 1993. december 8. –) magyar labdarúgó, labdarúgókapus, a BVSC-Zugló játékosa.

## Pályafutása
A Budapest Honvéd FC utánpótlás csapatánál lett igazolt játékos 2008-ban, majd Kispesten lett felnőtt labdarúgó is, ahol 2011-ben a Békéscsaba elleni NB II-es bajnokin debütált a Honvéd tartalék csapatában. Egy mérkőzés erejéig az élvonalban is bemutatkozott a Debrecen elleni 4-1-es vereséggel zárult találkozón idegenben, 2012. szeptember 16-án. A folytatásban továbbra is az NB III-as Honvéd tartalék csapatát erősítette, ahol összesen 27 alkalommal szerepelt. A 2014–2015-ös idényt a Paksi FC-nél töltötte.
2016. év elején igazolt a szintén harmadosztályú Dorogi FC csapatához, amellyel nagyszerű szezont zárt. Egyesületével a bajnokság végén magabiztosan vívták ki az NB II-be történő feljutást, egyben kimagaslóan az egész mezőnyből a legkevesebb gólt kapták. A tavaszi idény legtöbb találkozóján védte a dorogiak kapuját, mégpedig kiválóan. Csupán 3 gólt kapott és 8 egymást követő mérkőzésen maradt érintetlen a hálója. A magasabb osztályban is maradt a Dorog első számú kapusa, 16 alkalommal állt csapata kapujában. Újoncként megállták a helyüket és egyszer sem voltak kieső helyen. A teljesítménnyel mind a szakvezetők, mind a klub elnöksége elégedett volt, azonban a téli pihenő során közös megegyezéssel szerződés bontásra került sor. Ennek következtében igazolt a Szeged 2011 csapatához és a tavaszi szezont márt a Tisza parti városban kezdte.
Azonban igazán emlékezetesen búcsúzott a dorogi klubtól. Szép gesztusként a következő nyilatkozatot tette közzé távozása alkalmán:
Egy gyönyörű időszak zárult le a mai nappal az életemben! Egy olyan klubhoz tartoztam amely hatalmas múlttal bír és örülök, hogy részese lehettem annak a sok szép sikernek amit a 2016-os év adott a csapatnak, a klubnak és nekem is! Egyik szemem sír a másik nevet, mert bár szép sikereket értem el itt, de a megkezdett munka megszakadt ezzel a nappal! Hiányérzet nincs bennem, mert amit tudtam megtettem, hogy a Dorog újra régi fényében ragyogjon bár sajnálom, hogy ennek az útnak most és így lett vége! Köszönöm a csapatnak, a stábnak, Mayer László elnök Úrnak és nem utolsó sorban szurkolóknak ezt az 1 gyönyörű évet. Rengeteg új barátra, kapcsolatra tettem szert ez idő alatt és most már a vörös fekete szín még hangsúlyosabb lesz az életemben, mert a Budapesti Honvédban eltöltött 9 év után ebben a klubban újra otthonra találtam! A kispesti klub után ezt a várost és csapatot is a szívembe zártam! További sok sikert kívánok az egész csapatnak, a stábnak és mindenkinek aki a klubnál dolgozik! Hajrá Dorog!
A 2017-18-as bajnokság kezdete előtt a Zalaegerszegi TE igazolta le.

## Sikerei

### A Dorog játékosaként
- Bajnoki bronzérem (NB III)
- NB II-es feljutás